# Maart 1996
Dit artikel geeft een chronologisch overzicht van alle belangrijke gebeurtenissen per dag in de maand maart van het jaar 1996.

## Gebeurtenissen

### 11 maart
- John Howard wordt de 25e premier van Australië.

### 13 maart
- Op een basisschool in het Schotse Dunblane schiet een man 16 kinderen en een leerkracht en vervolgens zichzelf dood.

### 15 maart
- Faillissement van vliegtuigbouwer Fokker.

### 19 maart
- Hereniging van de stad Sarajevo.
- Kettingbotsing op de A19 in Wervik

### 23 maart
- Taiwan houdt de eerste rechtstreekse presidentsverkiezing. Lee Teng-hui wordt herverkozen.

### 26 maart
- Het IMF keurt een lening van 7,85 miljard euro aan Rusland goed voor economische hervormingen.

<< · januari · februari · maart · april · mei · juni · juli · augustus · september · oktober · november · december · >>